# 杨庆 (北朝)
杨庆（?—?），字伯悦，北齐、隋朝官员，河间人。
杨庆祖父杨玄，父亲杨刚，都以至孝知名。杨庆容仪很美，性情聪明有辩才。十六岁时，北齐国子博士徐遵明见到他感到不一般。长大后，广泛阅读文章。二十五岁时，郡察孝廉，以侍养父母没有去。其母有病，不解襟带侍候七十天。为母丁忧，哀痛骨瘦如柴，负土成坟。齐文宣帝表彰他的门庭，赐给他帛三十匹，绵十屯，粟五十石。隋文帝即位，多次加以褒赏，擢授仪同三司，拜任平阳郡太守。八十五岁时，在家中去世。

## 延伸阅读
[在维基数据编辑]
 《隋書·卷72》，出自魏徵《隋书》